# رالستونية بيكتية
رالستونية بيكتية (الاسم العلمي: Ralstonia pickettii) هي نوع من البكتيريا، سلبية الغرام، تتبع جنس الرالستونيا.